# Bokkos

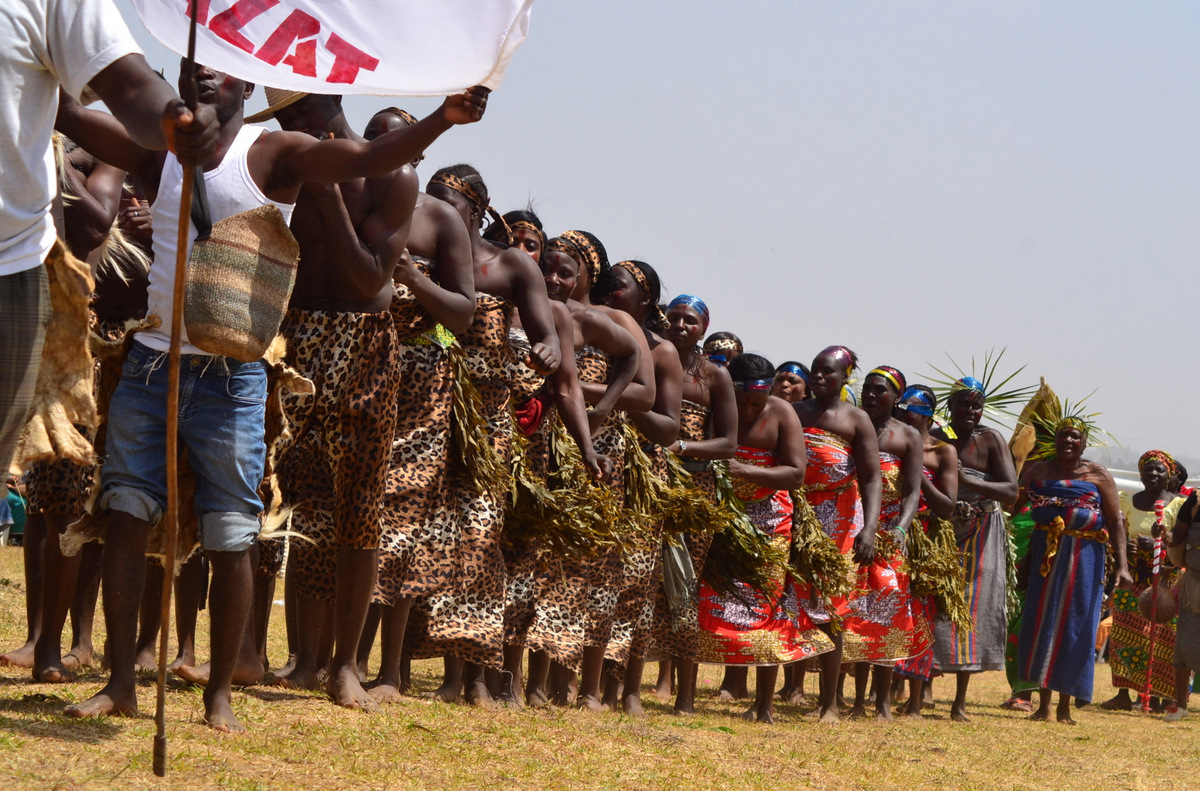
Nawhai Festival (2019)

Bokkos è una città della Repubblica Federale della Nigeria appartenente allo Stato di Plateau. È capoluogo dell'omonima area a governo locale (local government area) che si estende su una superficie di 1.682 km² e conta una popolazione di 178.454 abitanti.